# Bitka za Harkov (2022)
Bitka za Harkov je aktualni vojaški spopad med vojaškimi silami Rusije in Ukrajine, ki poteka v okolici mesta Harkov v Ukrajini med rusko invazijo na Ukrajino. Harkov, ki leži le 32 kilometrov južno od rusko-ukrajinske meje, je drugo največje mesto v Ukrajini in velja za glavno tarčo ruske vojske.
Bitka je bila opisana kot ena najbolj smrtonosnih bitk v invaziji, ukrajinski predsedniški svetovalec pa jo je opisal kot »Stalingrad 21. stoletja.«

## Bitka

### Februar
24. februarja so ruske sile, zbrane v Belgorodu, prečkale mejo in začele napredovati proti Harkovu, kjer so naletele na ukrajinski odpor. Rusi so mesto tudi obstreljevali s topništvom, pri čemer je bil ubit deček.
Do 25. februarja so se začeli srditi boji v severnem predmestju mesta v bližini vasi Tsirkuni, kjer so ukrajinske sile Ruse uspele zadržati.
26. februarja je Oleh Sinjehubov, guverner Harkovske oblasti, izjavil, da je celotno mesto še vedno pod ukrajinskim nadzorom. Ameriški uradniki so poročali, da so najhujši boji v celotnem konfliktu potekali v Harkovu.
27. februarja zgodaj zjutraj so ruske sile uničile plinovod v Harkovu. Kasneje zjutraj so ruske sile vstopile v Harkov, pri čemer je Sinjehubov poročal, da v mestu potekajo hudi boji, svetovalec ministrstva za notranje zadeve Anton Heraščenko pa je trdil, da v središču mesta potekajo ulični boji.
Tiskovni predstavnik ruskega obrambnega ministrstva Igor Konašenkov je medtem zatrdil, da so ruske sile dosegle predajo ukrajinskega 302. protiletalskega raketnega polka in zajele 471 ukrajinskih vojakov, kar so ukrajinski viri zanikali. Ukrajinski predstavniki so medtem trdili, da so ukrajinske sile uničile polovico ruskih vojaških vozil, ki so napredovala v Harkov, vključno z najmanj šestimi vozili GAZ Tigr-M.
Popoldne 27. februarja je Sinjehubov poročal, da so ukrajinske sile ponovno prevzele popoln nadzor nad mestom. Dodal je, da se je predalo več deset ruskih vojakov, ki so se pritoževali nad demoralizacijo, nerazumevanjem svojega poslanstva in pomanjkanjem goriva.
28. februarja je ukrajinski uradnik Anton Heraščenko trdil, da je bilo v ruskih raketnih napadih na mesto ubitih več deset civilistov. Kasneje je poročal, da je bilo ubitih 11 civilistov, več deset pa ranjenih. Župan Harkova Igor Terehov je še kasneje sporočil, da je bilo ubitih devet civilistov, 37 pa ranjenih. Med ubitimi je bil tudi 25-letni študent iz Alžirije, ki ga je ubil ruski ostrostrelec.
Kasneje, 28. februarja, je Terehov poročal, da so ruske sile začele uničevati električne postaje v Harkovu, zaradi česar so nekatera območja mesta ostala brez elektrike, ogrevanja in vode. Dodal je še, da je bilo v ruskem obstreljevanju poškodovanih 87 hiš.

### Marec
1. marca zjutraj je ruska raketa 3M54-1 Kalibr zadela Trg svobode v središču Harkova in eksplodirala pred upravno stavbo Harkovske oblasti. V eksploziji je bil uničen slovenski konzulat. Poškodovani sta bili tudi operna hiša in koncertna dvorana. Skupno število žrtev napada ni jasno, saj več ukrajinskih uradnikov poroča o različnih številkah; najmanj 7 je bilo ubitih, najmanj 24 pa ranjenih.
Biatlonska zveza Ukrajine je pozneje sporočila, da je bil med ukrajinskimi vojaki, ubitimi 1. marca v Harkovu, tudi Jevgenij Mališev, biatlonec in nekdanji član ukrajinske reprezentance.
Kasneje, 1. marca, so poročali, da je bil med ruskim obstreljevanjem ubit 21-letni indijski študent, ki je študiral na Državni medicinski univerzi v Harkovu. Študent je bil iz vasi Čalageri v Karnataki. Po navedbah lokalnega indijskega študentskega koordinatorja je bil ubit med zračnim napadom zjutraj, ko je stal v vrsti za nakup živil. Indijske oblasti so pozneje sporočile, da so v okviru širše operacije iz Kijeva evakuirale vse indijske državljane. Od 8000 indijskih študentov, ki so bili 1. marca še vedno v Ukrajini, jih je bila približno polovica v Harkovu in Sumiju. Med obstreljevanjem 1. marca je bila ubita tudi članica posebne nadzorne misije OVSE v Ukrajini Mayna Fenina.
2. marca je Sinjehubov izjavil, da je bilo v zadnjih 24 urah ubitih najmanj 21 ljudi, 112 pa ranjenih. Ruski padalci so se po zračnem napadu na mesto izkrcali v Harkovu in napadli ukrajinsko vojaško bolnišnico, zaradi česar je prišlo do hudih spopadov med ruskimi in ukrajinskimi silami. Lokalni uradnik je kasneje trdil, da ukrajinske sile še vedno nadzorujejo bolnišnico.
Zjutraj je rusko obstreljevanje poškodovalo sedež policije v Harkovu, vojaško akademijo in Nacionalno univerzo v Harkovu. Ruske rakete so zadele tudi več stanovanjskih območij. Ruski izstrelki so pozneje ponovno zadeli Trg svobode in poleg nekaterih visokih stavb poškodovali tudi stavbo mestnega sveta v Harkovu in Deržprom. V noči na 2. marec sta dve raketi zadeli sedež sil teritorialne obrambe v Harkovu. Poškodovana je bila tudi katedrala Marijinega vnebovzetja, ki so jo civilisti uporabljali kot zatočišče. Televizija CNN je objavila poročilo, v katerem navaja, da so bila od vseh 16 krajev v Harkovu, ki so bili ta teden tarča ruskega obstreljevanja, le tri območja, ki niso bila namenjena civilnemu prebivalstvu.
Ukrajinska varnostna služba je 6. marca sporočila, da so ruske sile z na tovornjakih-nameščenimi raketometi Grad, obstreljevale Inštitut za fiziko in tehnologijo v Harkovu, v katerem je jedrski raziskovalni center, in opozorila, da bi to lahko povzročilo obsežno ekološko katastrofo. Mednarodna agencija za jedrsko energijo je naslednji dan sporočila, da naj bi bil jedrski raziskovalni objekt poškodovan, vendar ni prišlo do uhajanja sevanja. Lokalni uradniki za izredne razmere so sporočili, da je bilo v nočnem obstreljevanju mesta ubitih najmanj osem civilistov. Azerbajdžanski konzulat v mestu je bil medtem močno poškodovan.
Ukrajinsko obrambno ministrstvo je 7. marca sporočilo, da je v bitki v bližini Harkova ubilo ruskega generalmajorja Vitalija Gerasimova, prvega namestnika poveljnika 41. armade osrednjega vojaškega okrožja Rusije, ter ubilo in ranilo druge visoke častnike ruske vojske. Sinehubov je 8. marca izjavil, da so iz mesta po železnici evakuirali več kot 600.000 civilistov.

## Žrtve
Po podatkih lokalne policije je bilo do 7. marca ubitih 209 ljudi, od tega 133 civilistov. Poleg tega je bilo ranjenih 443 ljudi, od tega 319 civilistov.